# キングス・リンFC
キングス・リン・フットボールクラブ（King's Lynn Football Club）はイングランド、ノーフォーク州、キングズ・リン・アンド・ウェストノーフォーク市、キングズ・リンを本拠地としていたサッカークラブチームである。2009年11月に倒産した。その後新しくキングズ・リン・タウンFCが設立された。

## タイトル

### 国内タイトル
- イースタンカウンティーズリーグ:1回

1953-1954
- サウザンリーグ・イースタンディヴィジョン:1回

2003-2004
- サウザンリーグ・プレミアディヴィジョン:1回

2007-2008

### 国際タイトル
- なし